# Gustav Heinrich von Igelström

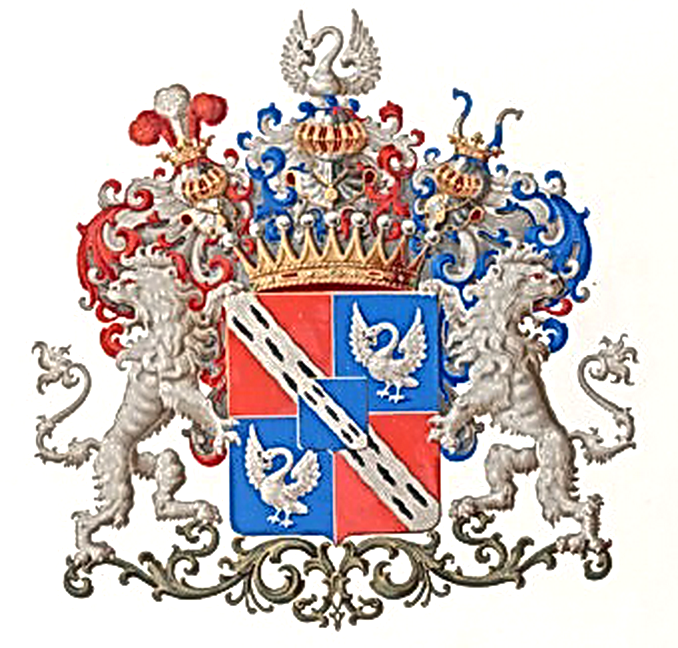
Wappen der Grafen von Igelström

Gustav Heinrich Baron von Igelström (russisch Густав Генрих Игельстром * 1695 in Livland; † 2. März 1771) auch bekannt als Gustaf Henrik Igelström, war ein livländischer Landmarschall und Landrat.

## Leben

### Werdegang
Gustav Heinrich v.I. wurde ab 1708 am Lyzeum in Riga unterrichtet. 1717 begann er in Königsberg sein Studium. Seit 1723 war er Gutsbesitzer von Kerrafer und Laiwa und wurde 1739 gemeinsam mit seinen Brüdern Harald Wilhelm († 1760), Otto Reinhold († 1751), Leonard Johann und Georg (* 1698) in den polnischen Freiherrenstand (Barone) erhoben. Von 1747 bis 1759 war er Landmarschall in Livland. 1750 hielt er sich in Moskau auf. Seit 1759 war er livländischer Landrat, Oberkirchenvorsteher und Mitglied des Hofgerichts. Von 1767 bis 1769 war er stellvertretender Landmarschall.

### Herkunft und Familie
Gustav Heinrich stammte aus dem schwedisch-baltischen Adelsgeschlecht Igelström, welches seit 1671 in Livland ansässig war. Sein Vater war Harald Igelström († 1710 gefallen an der Düna), schwedische und später polnischer Major, der mit Anne Maria, geborene von Klot (1674–1710) verheiratet war. Gustav Heinrich heiratete 1731 Margaretha von Albedyll aus dem Hause Lodenhof in Livland. Ihre Nachkommen, seine Söhne wurden 1792 in den Reichsgrafenstand erhoben, waren:
- Harald Gustav Graf von Igelström[3] (1733 in Kerrafer; † 1804 in Dorpat), polnischer Kammerherr ⚭ 1) Anna Freiin von Münnich (1732–1760), 2) Sophie Friedrike Freiin von Münnich (1727–1782)
- Jacob Johann Graf von Igelström (1735 in Kerrefer; 1804 in Sankt Petersburg), russischer Oberstleutnant und Kammerherr ⚭ Sophie Elisabeth von Lieven (* 1756 in Mitau, † 1793 in Leipzig)
  - Gustav Otto Andreas Graf von Igelström (* 1777, † 1801 in Leipzig)[4]
- Otto Heinrich Graf von Igelström (1737–1823), russischer General der Infanterie, Gesandter und Generalgouverneur
- Auguste Juliane von Igelström (1740–1771) ⚭ Carl Ludwig Freiherr von Mengden (1735–1808)
- Margareth Elisabeth von Igelström (* 1745)
- Sophie Charlotte von Igelström (1745–1765) ⚭ Karl Robert von Stackelberg (1740–1774)